# Centre départemental de formation et d'animation sportives
Le Centre départemental de formation et d'animation sportives du Val-d'Oise, (devenu Athlética), est un complexe sportif avec hébergement situé à Eaubonne, dans le Val-d'Oise en limite avec Saint-Gratien. Construit dans un parc de sept hectares il a été réalisé par le conseil départemental du Val-d'Oise avec l'aide de la région Île-de-France et il est géré en délégation de service public. Le centre est prévu comme base arrière de l'équipe olympique américaine durant les Jeux olympiques de Paris 2024.

## Historique
Depuis 1993, le CDFAS accueille des sportifs de tous horizons. Initialement construit pour accueillir le mouvement sportif local, le CDFAS a rapidement séduit les clubs de haut-niveau et les fédérations françaises et étrangères qui se sont rapidement appropriées ce lieu comme un centre de préparation aux grandes échéances internationales. De fait, la dimension départementale soulignée dans le nom initial de Centre départemental de formation et d'animation sportives, ne trouvait plus d'écho légitime.
De même, depuis fin 2017, la structure a renforcé son engagement et ses investissements innovants pour devenir un véritable centre de ressources à destination des athlètes.

### Changement d'identité: leCDFASdevient Athlética
Désormais membre du réseau grand institut national du sport, de l'expertise et de la performance (INSEP) et acteur majeur dans le programme de la Maison régionale de la performance, Athlética s’est fait une place parmi les grandes structures sportives nationales pour le développement du haut-niveau.
Labellisé « centre de préparation des Jeux en 2020 » puis « High Performance Training Center » par le Comité olympique et paralympique des États-Unis la même année, Athlética fait désormais partie intégrante du cercle restreint des grandes structures sportives internationales.
Au moment d'écrire une nouvelle page dans l'histoire de la structure, avec l'accueil de toute la délégation olympique et paralympique américaine lors des Jeux olympiques et paralympiques de Paris 2024, il est apparu indispensable de renommer ce site avec un nom à consonance plus internationale et plus en adéquation avec son cœur de métier.
Athlética désigne l'athlète comme l'élément central de son métier et des valeurs du sport. L'athlète dans toute sa dimension, professionnelle ou amatrice, mature ou en construction, est le cœur de l'engagement au service du sport et de ceux qui veulent dépasser leur performance. La ligne de base « Graines de champions » souligne quant à elle un positionnement majeur sur les 13 à 19 ans.
L'objectif de ce nouveau nom est de faire rayonner le centre sur la scène internationale des structures sportives de haut niveau et de donner une dimension de plus grande envergure conforme à ses évolutions physiques et à ses engagements dans l'évolution du sport et des sportifs.

## Généralités

### Financement
Athlética comporte 17 400 m2 de surfaces utiles construites sur 7 hectares d'espaces verts pour un coût total de 178 millions de francs (27,14 millions d'euros) dont : terrains 25 millions (3,81 millions d'euros), travaux et études 144 millions (21,95 millions d'euros) et équipements 9 millions (1,37 million d'euros). Le financement est double :
- conseil départemental du Val-d'Oise, 148 millions de francs (83 %) soit 22.57 millions d'euros ;
- conseil régional d’Île-de-France, 30 millions de francs (17 %) soit 4,5 millions d'euros.

### Description
Cliquez ici pour une visite interactive
Athlética a été construit dans la première moitié des années 1990 et dispose de quatre bâtiments principaux et d'installations extérieures :  
- le stade couvert d'athlétisme[1] (3 000 m2 de plateau) dédié à Stéphane Diagana et ses annexes (salle d'échauffement de 600 m2, salle de presse, tribunes, espace mezzanine, piste de vitesse, piste circulaire, salle de boxe, salle de musculation) d'une superficie totale de 5 000 m2 ;
- le complexe omnisports qui comporte une salle omnisports de 2 600 m2 dédiée à Luc Abalo avec tribunes, espace VIP et mur d'escalade[1], une salle d'entrainement de 1 000 m2 , une salle spécialisée de gymnastique sportive, une salle de musculation, un dojo de 655 m2, une salle de cours et une salle de réunion ;
- le centre d’hébergement[1] comprenant les locaux administratifs, l'internat, l'espace cuisine et restauration, les salles de cours et de réunions et les locaux médico-sportifs avec balnéothérapie, cryothérapie et hydrojets ;
- la maison des comités Jean Bouvelle qui accueille les bureaux des comités département sportifs, ceux du comité départemental olympique et sportif (CDOS) et une salle conférences modulable en trois salles de cours ;
- les installations sportives extérieures (terrains de rugby, de football, de lancers, de tennis, pistes de vitesse et les parkings intérieurs).

La quasi mitoyenneté du stade Michel Hidalgo avec lequel Athlética est en convention et de la piscine intercommunale des Bussys complètent ces équipements. Structure d’accueil sportif très polyvalente, Athlética répond autant aux besoins du milieu sportif en matière de stages d’entraînement ou de formation que dans le domaine de l’animation (manifestations, séminaires, conférences).

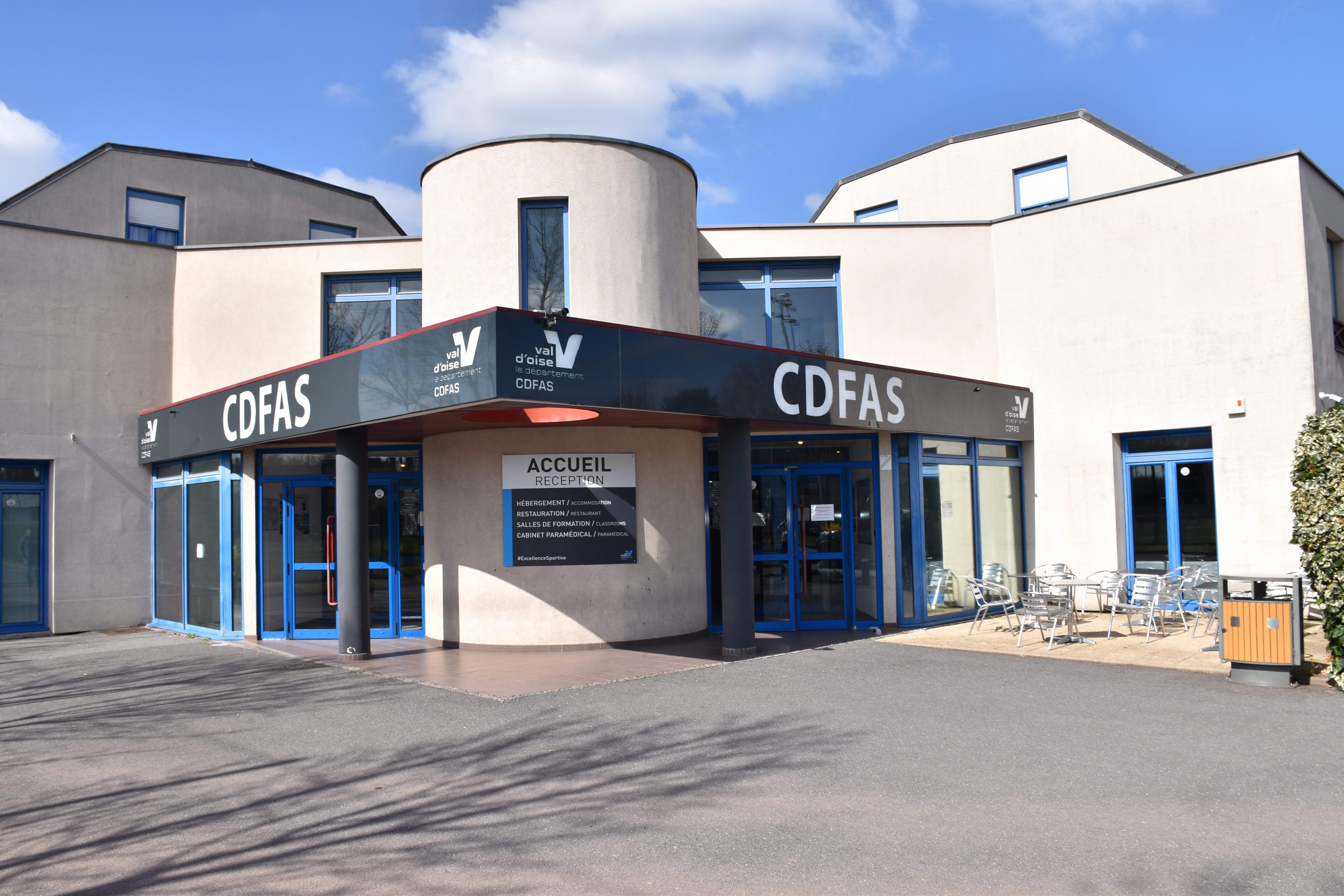
Hébergement.
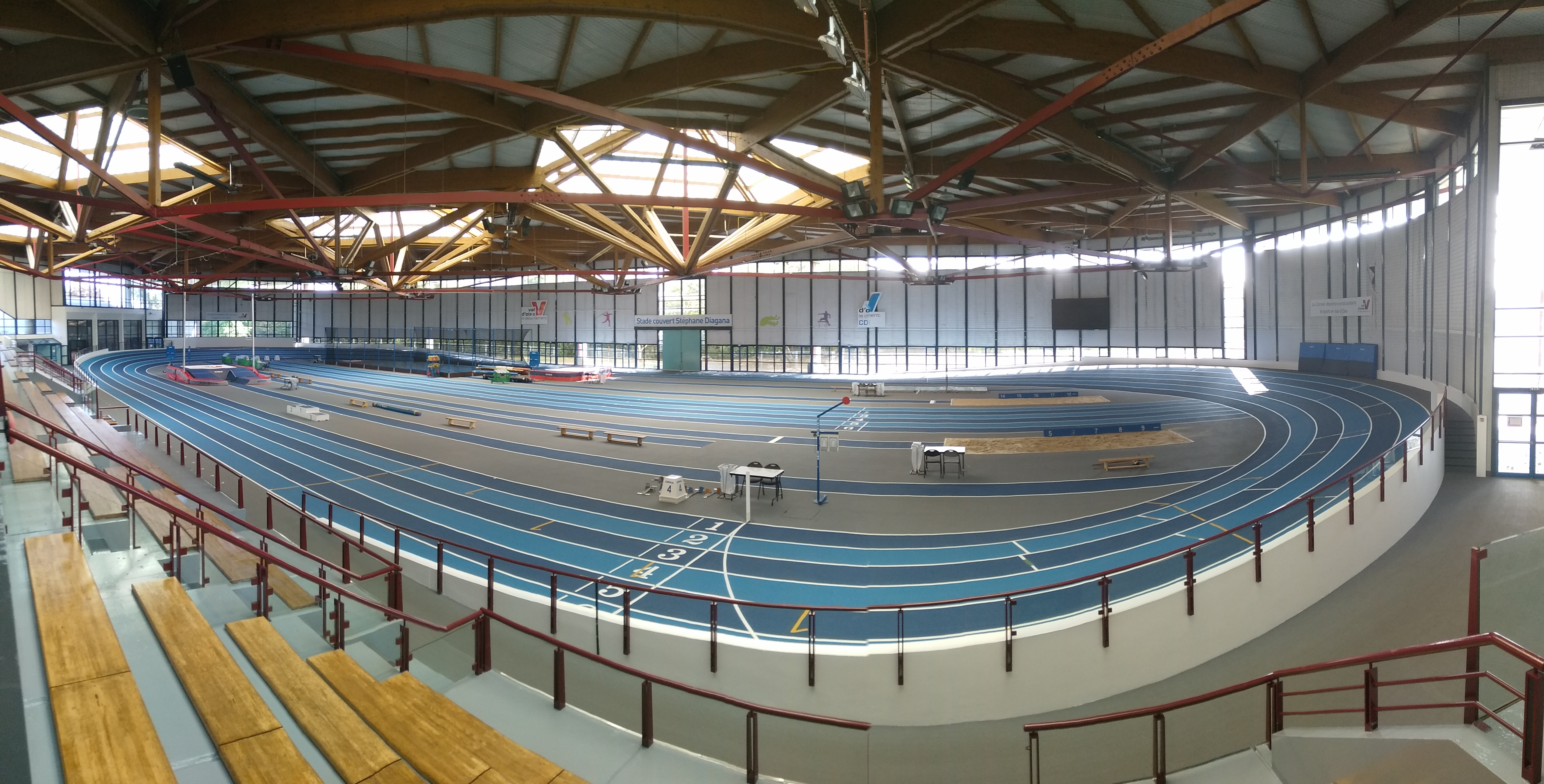
Piste stade Stéphane Diagana.
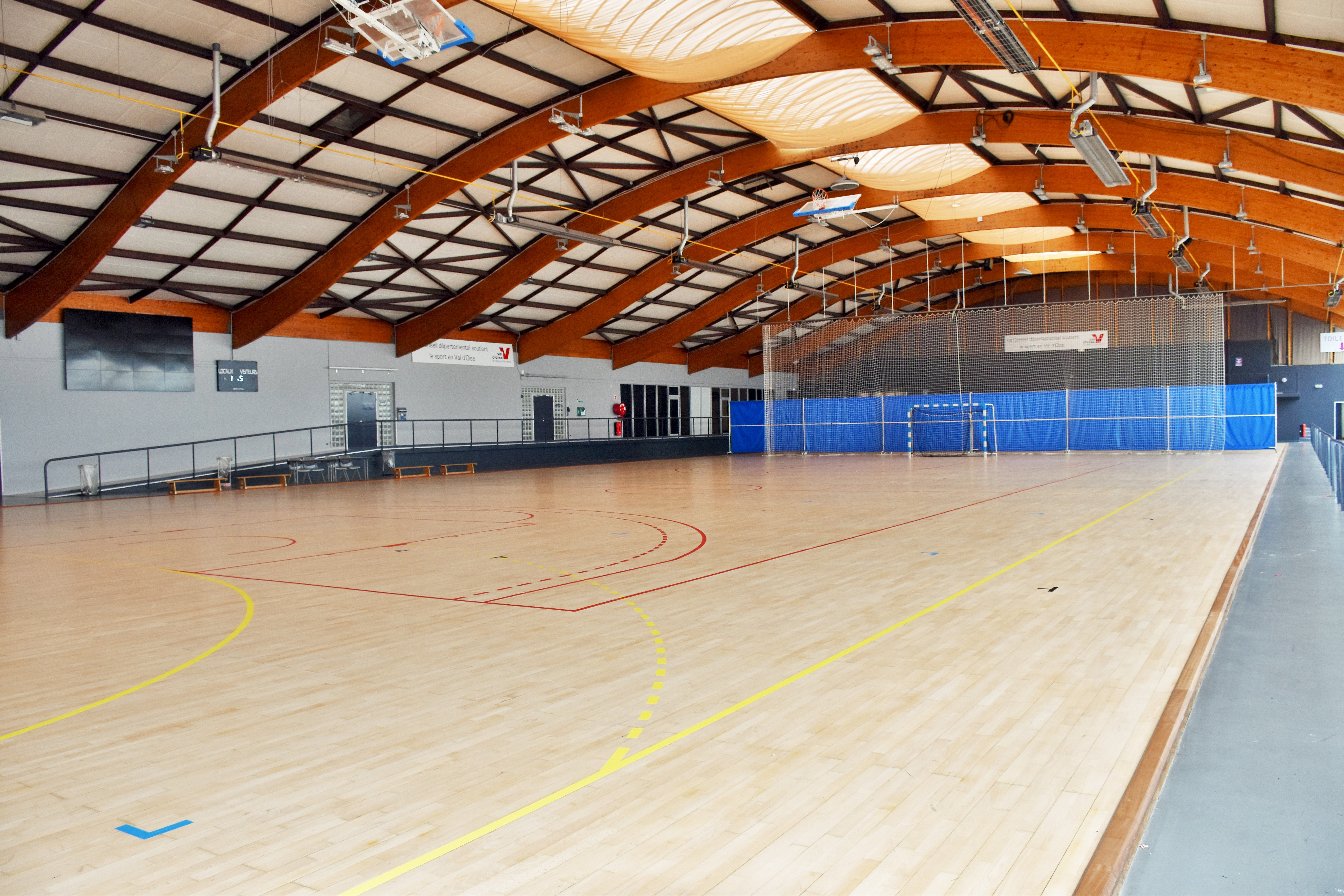
Parquet complexe sportif Luc Abalo.
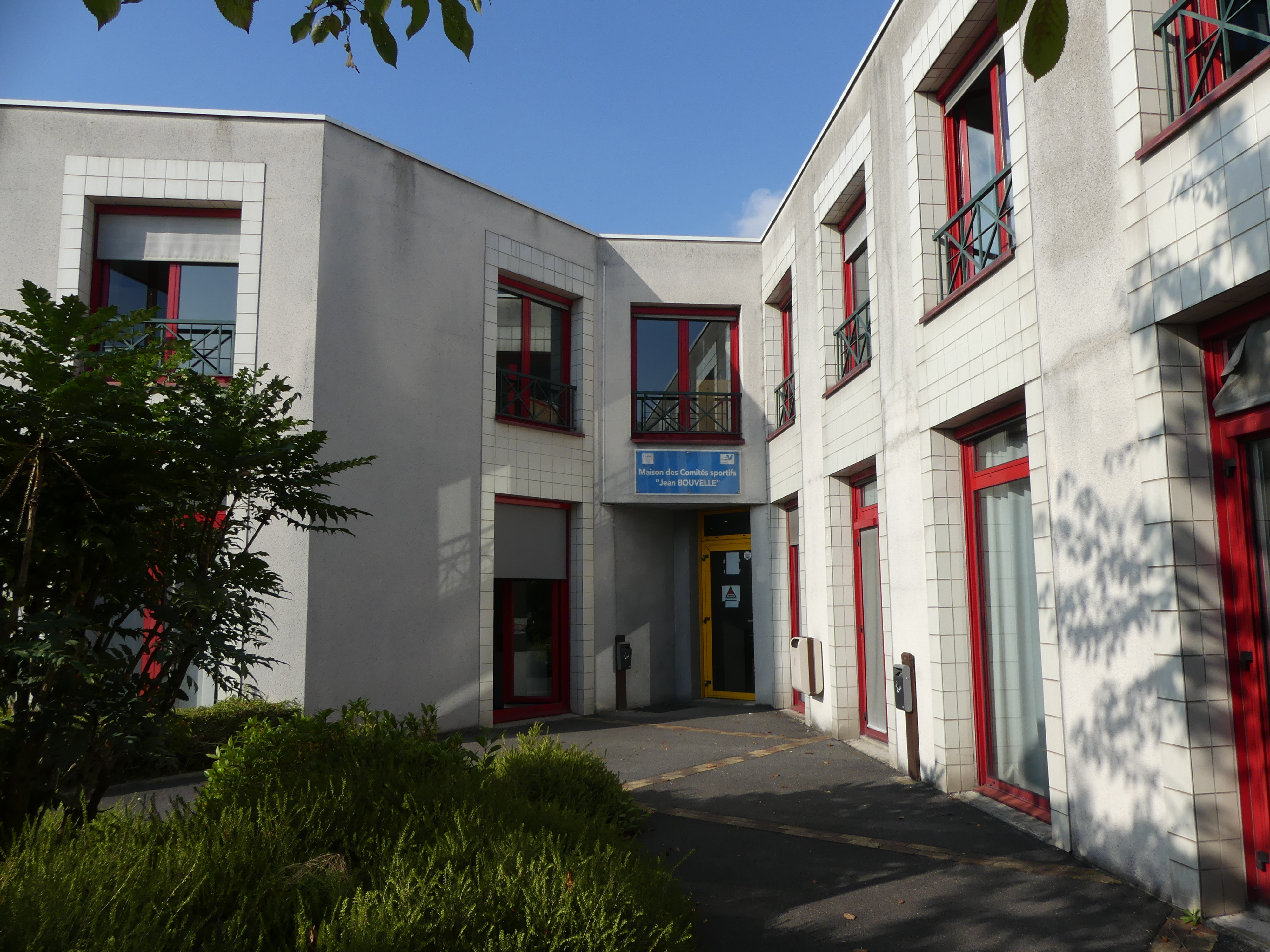
Maison des comités.
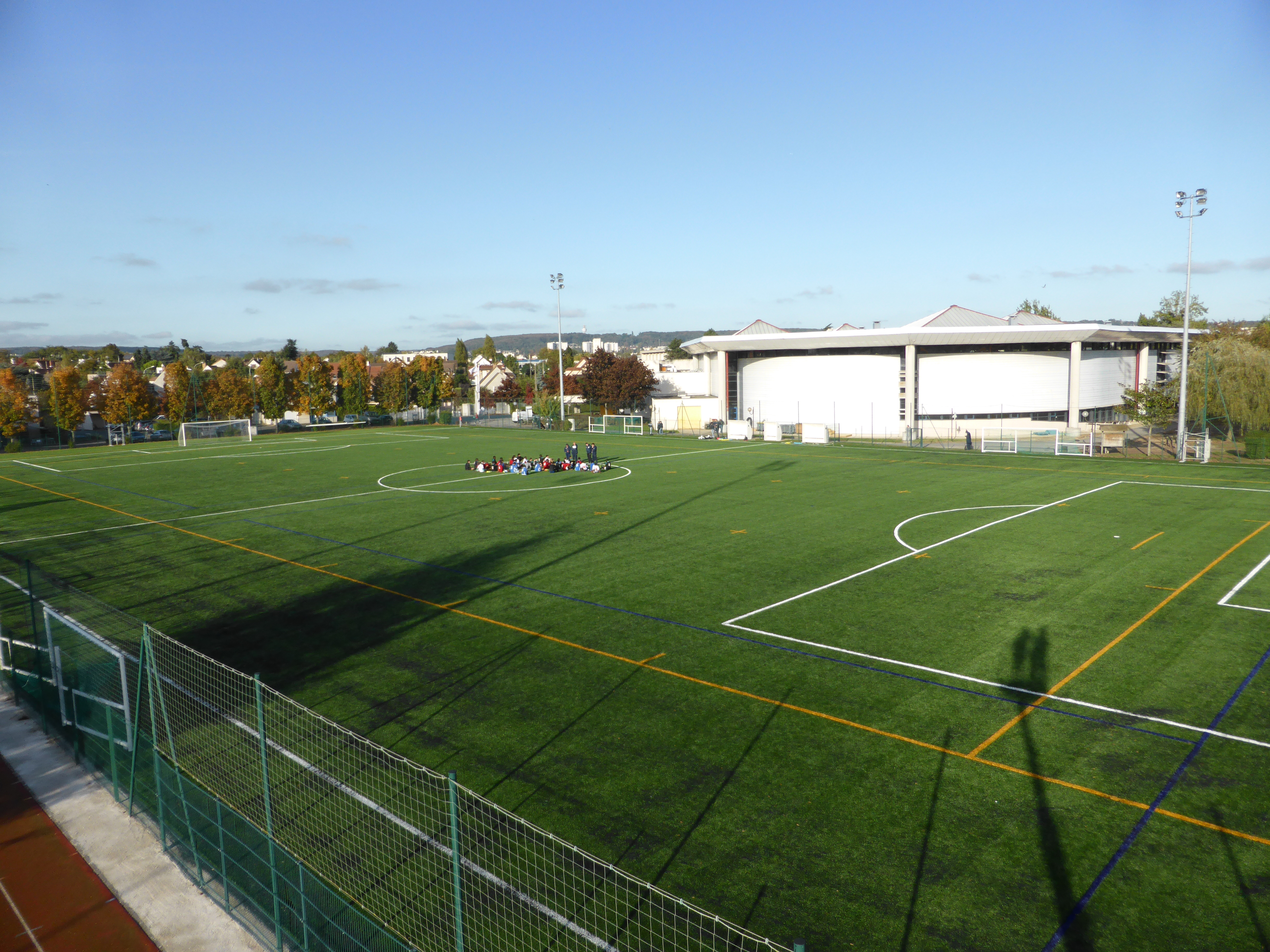
Installations extérieures.

### Gestion et administration
Le conseil départemental du Val-d'Oise délègue la gestion d'Athlética par appel d'offres. En 2016 le bénéficiaire est une association dénommée Association de gestion du Athletica. L'administration est placée sous l'autorité d'un directeur. Les services administratifs, techniques et de maintenance sont assurés par plus de trente autres postes budgétaires.

## Fonctionnement
Athlética accueille des stages ponctuels, des pôles permanents et de grands événements sportifs et/ou médiatiques.

### Les stages
Athlética accueille prioritairement les stages des comités départementaux du Val d'Oise et des ligues d'Île-de-France mais il reste ouvert aux demandes émanant des fédérations nationales, internationales et autres organismes ; il reçoit également des évènements à la demande d'organismes divers et d'entreprises.

### Les pôles
Athlética accueille quatre pôles espoirs régionaux : athlétisme (13 stagiaires en 2024), basketball féminin (14 stagiaires en 2024), handball (43 stagiaires en 2024) et équitation (2 stagiaires en 2024). La structure accueille également 15 stagiaires du centre d’entraînement régional handball et une équipe de 22 étudiants en sport-études football.
Les jeunes sportifs sont scolarisés dans les établissements locaux en horaires aménagés permettant la pratique et l'entraînement de haut-niveau avec des entraîneurs fédéraux. Ils sont placés sous la responsabilité permanente de trois maîtres d'internat.
Athlética représente 15 sports différents à travers 10 centres d’entraînement régionaux et 7 centres départementaux : handball, basketball, athlétisme, gymnastique, twirling-bâton, haltérophilie, football, sports de contact, tir à l'arc, karaté, tennis de table et gymnastique volontaire.

### Les évènements
De grands évènements sont reçus à Athlética :
- le tournoi Pierre Tiby[4], véritable championnat d'Europe junior de handball s'y déroule chaque année. Épreuve de préparation pour les futures échéances internationales, il regroupe quatre nations fortes du handball mondial autour de six matchs de haut-niveau, sur trois jours de compétition. En 2016 plus de 2 500 personnes sont présentes sur l’ensemble de la manifestation. Authentique vitrine pour les jeunes joueurs, le TIBY est un tremplin d’accès au monde professionnel et une première approche du niveau international. Au fil des années, Athlética s'est imposé comme un lieu de passage essentiel pour ces pépites qui représentent l'avenir du hand-ball européen ;
- le handi découverte[5] est une manifestation sportive qui rassemble le public valide et le public en situation de handicap, sportif ou non autour d'une même activité sportive. Les objectifs sont :
  - de faire découvrir au public valide que les personnes handicapées sont des sportifs comme les autres,
  - de faire connaître l'offre sportive handisport et sport adapté dans le département du Val-d'Oise,
  - d'inciter les clubs valides à s'ouvrir en proposant des activités pour les personnes handicapées,
  - d'échanger avec autrui, de créer du lien social dans la convivialité ;
- le All Star Game du Val-d'Oise[6]. Les meilleurs basketteurs d’Ile-de-France et du Val-d'Oise se réunissent pour ce match de gala. Ils offrent un All Star Game rempli de surprises ainsi que des shows de qualités tels que les concours à trois points et de dunks. De nombreuses activités et animations sont prévues tout au long de la manifestation ;
- la rencontre nationale multisports[7]. Cette rencontre sportive se déroule sur une journée, dans six disciplines : athlétisme, basketball, football à 7, judo, parcours moteurs, marche-santé. Ces rencontres s’adressent aux enfants et adultes atteints d’une déficience intellectuelle et/ou de troubles psychiques. Chaque épreuve est disputée en séries homogènes pour que tous aient de grandes chances de victoire ;
- plusieurs éditions successives des championnats du Monde de baby-foot ont eu lieu à Athlética ;
- Athlética a été choisi en mars 2020 comme centre de préparation des Jeux olympiques par le comité olympique et paralympique des États-Unis pour les Jeux olympiques d'été de 2024[8]. Les athlètes américains des différentes disciplines sportives y viendront en stage, dès la fin de 2020, pour s'y entraîner et découvrir les installations officielles des JO.

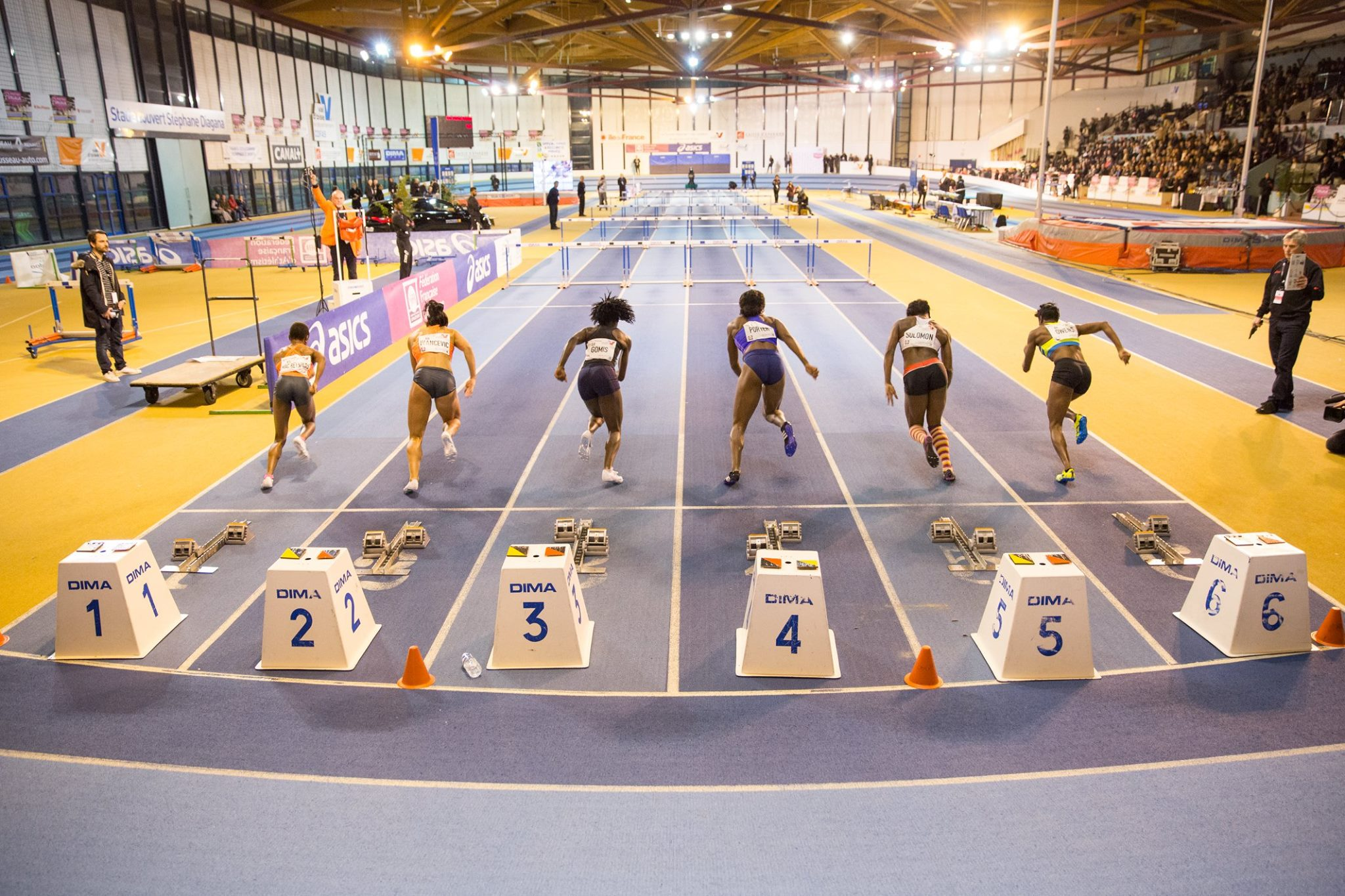
Meeting féminin du Val d'Oise 2016.
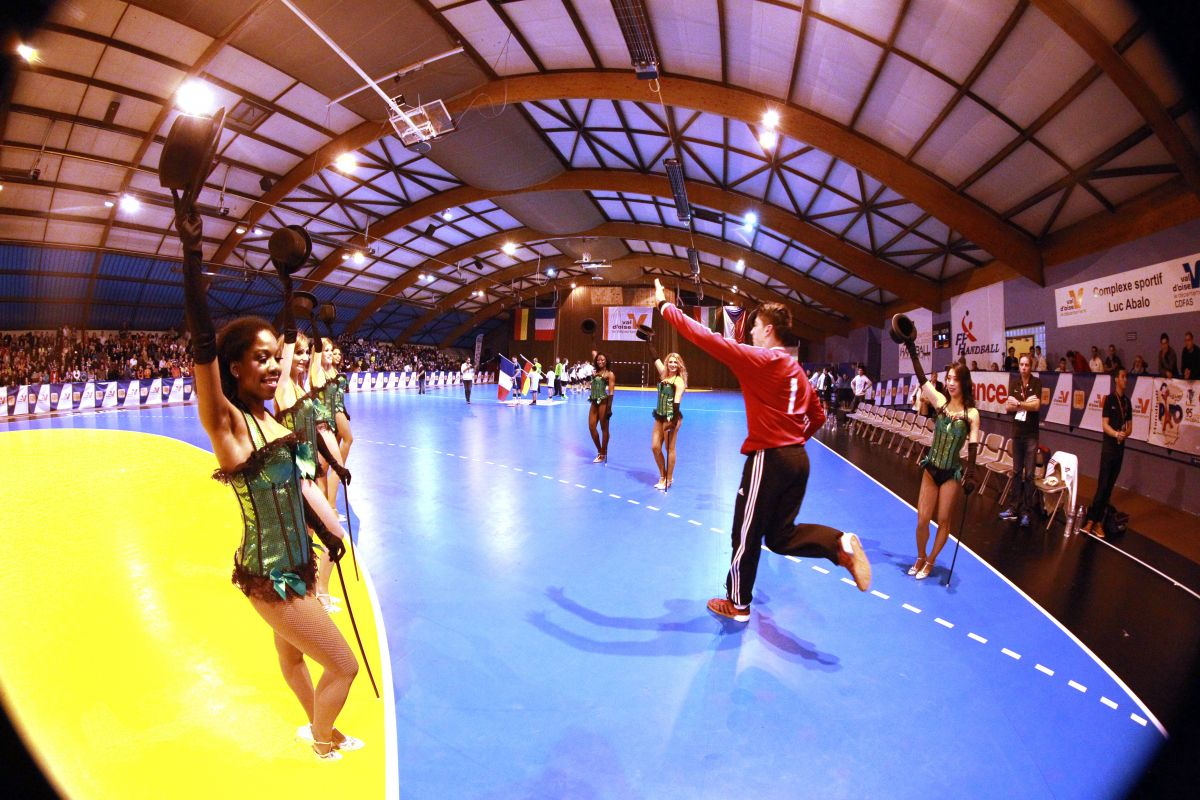
Tournoi international Pierre Tiby (handball jeunes).
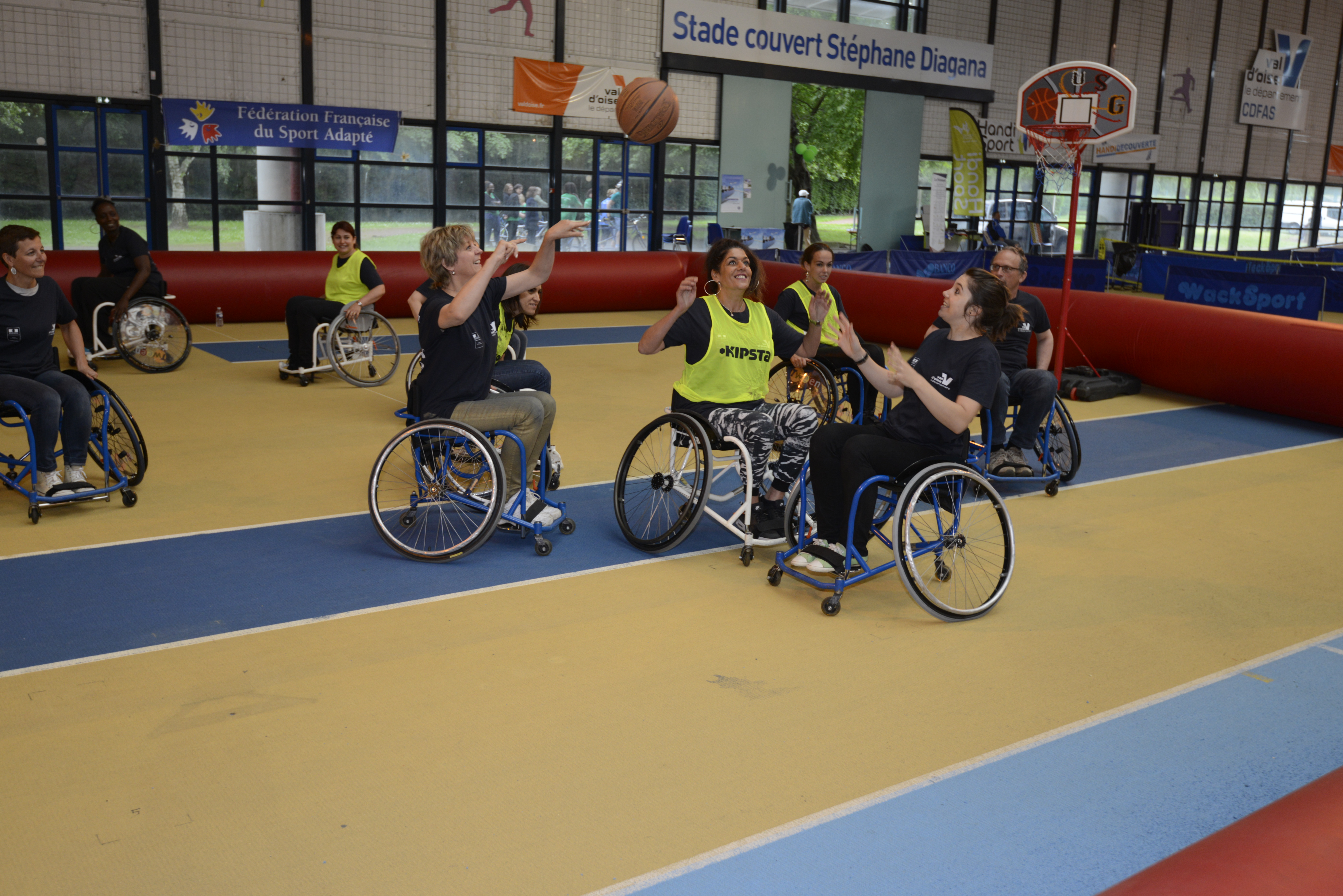
Handidécouverte.
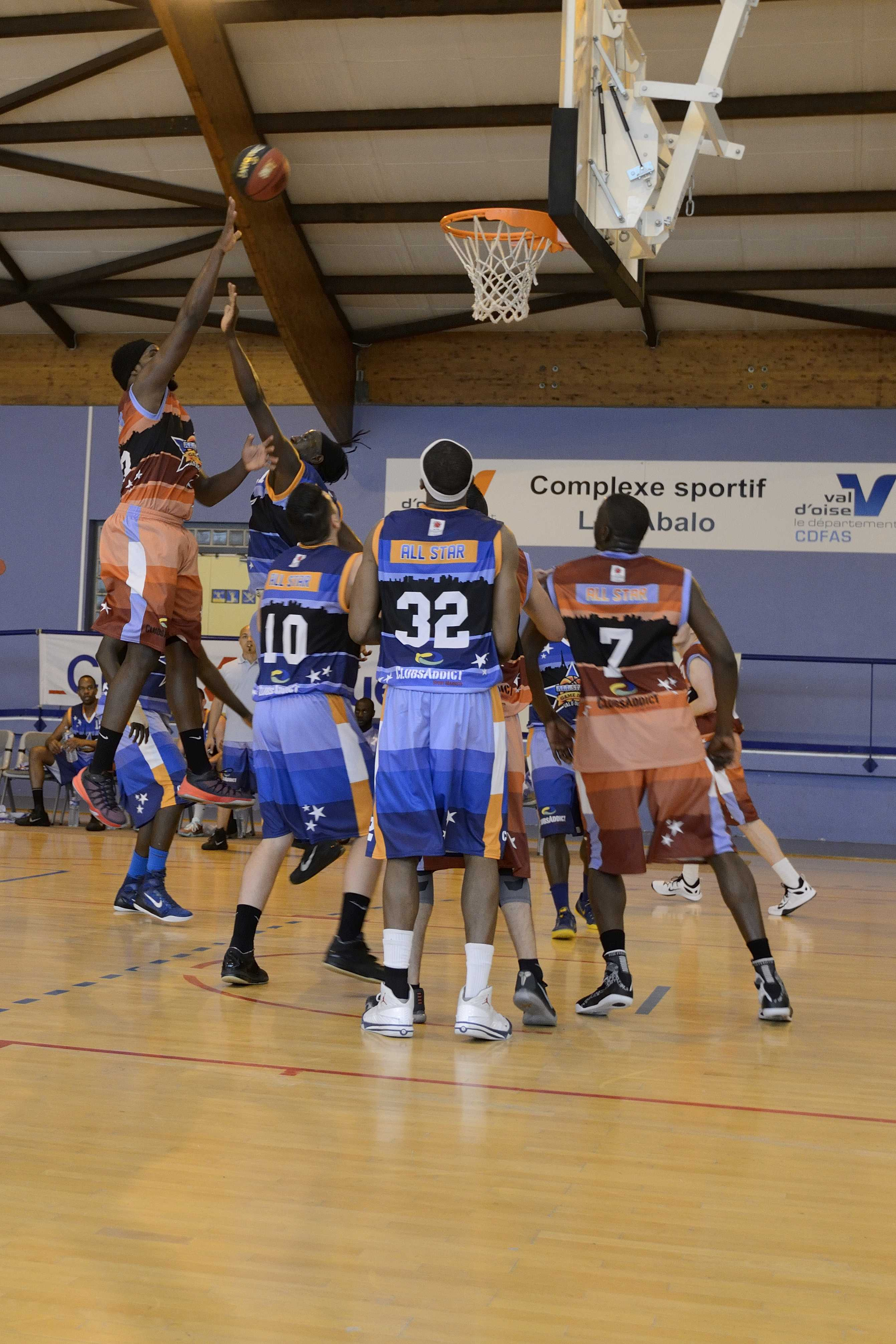
All Star Games du Val d'Oise.

## Athlética en quelques chiffres
En 2015, trente-sept organismes représentant quinze sports sont en convention annuelle avec Athlética dont trois pôles régionaux, dix centres d’entraînement régionaux et sept centres d’entraînement départementaux.
Pendant cette même année, 222 125 usagers ont fréquenté Athlética pour 38 600 heures d'utilisation d'installations à travers 1 440 stages notamment, 60 900 repas et 27 000 nuitées fournis. Pour la même année le budget s'élève à 3,5 millions d'euros dont 54% d'autofinancement.